# Henry Moret

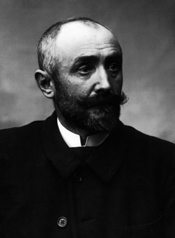
Henry Moret

Henry Moret (Cherbourg, 12 december 1856 – Parijs, 5 mei 1913) was een Frans kunstschilder. Hij wordt gerekend tot het impressionisme.

## Leven en werk
Moret studeerde aan de École nationale supérieure des beaux-arts te Parijs, onder Jean-Léon Gérôme en Jean-Paul Laurens. Hij exposeert voor het eerst in 1880. Na kennismaking met het werk van Claude Monet keert hij zich echter af van de academische stijl van zijn leraren en kiest voor het impressionisme. Tijdens zijn diensttijd ontdekt hij de schoonheid van de zuidkust van Bretagne, welke hij veelvuldig als thema voor zijn werk zou kiezen, net als het Bretonse landschap. In 1888 ontmoet hij Paul Gauguin in Pont-Aven en raakt met hem bevriend. In de periode 1889-1892 werkt hij met Gauguin en zijn volgelingen samen in Le Pouldu. In die periode richt zijn werkwijze zich vooral op het synthetistische. In 1896 vestigt hij zich in het Bretonse havendorp Doëlan en kiest definitief voor een stijl die het midden houdt tussen het impressionisme à la Armand Guillaumin en de School van Pont-Aven.
Moret maakte in 1900 op aandringen van kunsthandelaar Paul Durand-Ruel een uitgebreide reis door Nederland. Hij startte in Volendam, waar hij verbleef in Hotel Spaander. Ook schilderde hij in Zaandam, Rotterdam, Dordrecht en vooral Egmond aan Zee. Aan Durand-Ruel schreef hij dat het hem moeilijk viel vorm en kleur in het Hollandse landschap te verenigen, hetgeen overigens niet echt bleek uit de doeken en aquarellen die hij tijdens dit verblijf maakte.
Moret overleed in 1913, op 56-jarige leeftijd. Zijn werk is onder andere te zien in de Hermitage te Sint-Petersburg, het Musée d'Orsay te Parijs, het Museum of Fine Arts te Boston en de National Gallery of Art te Washington D.C..

## Hollandse werken, 1900

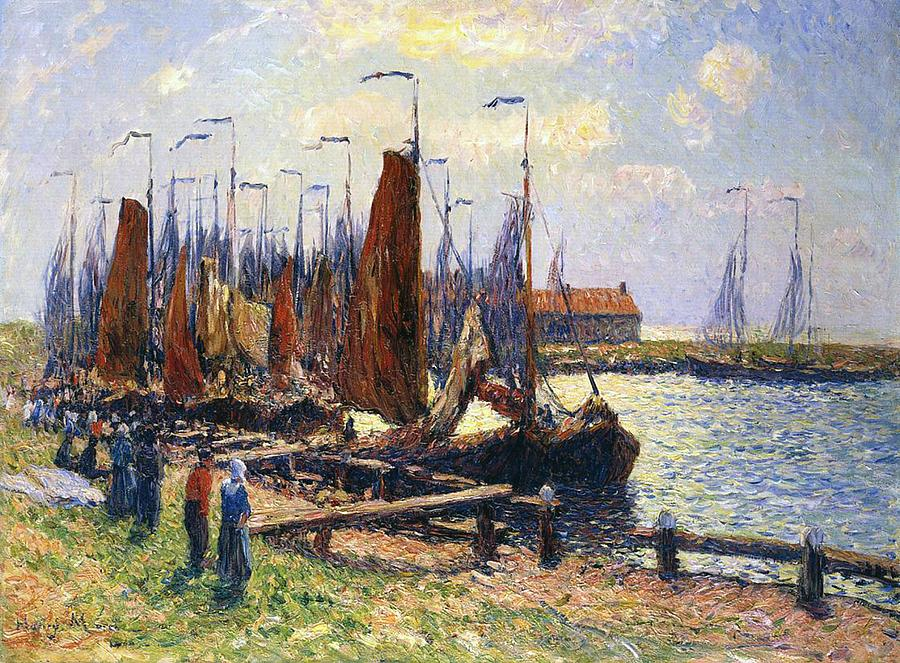
De haven van Volendam
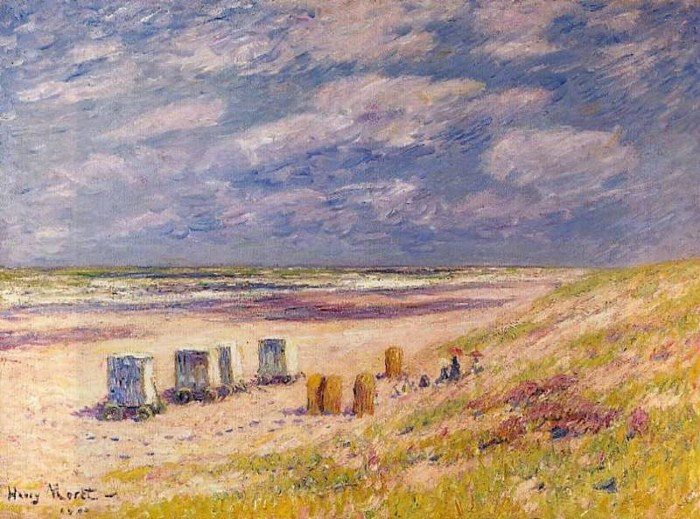
Egmond aan Zee
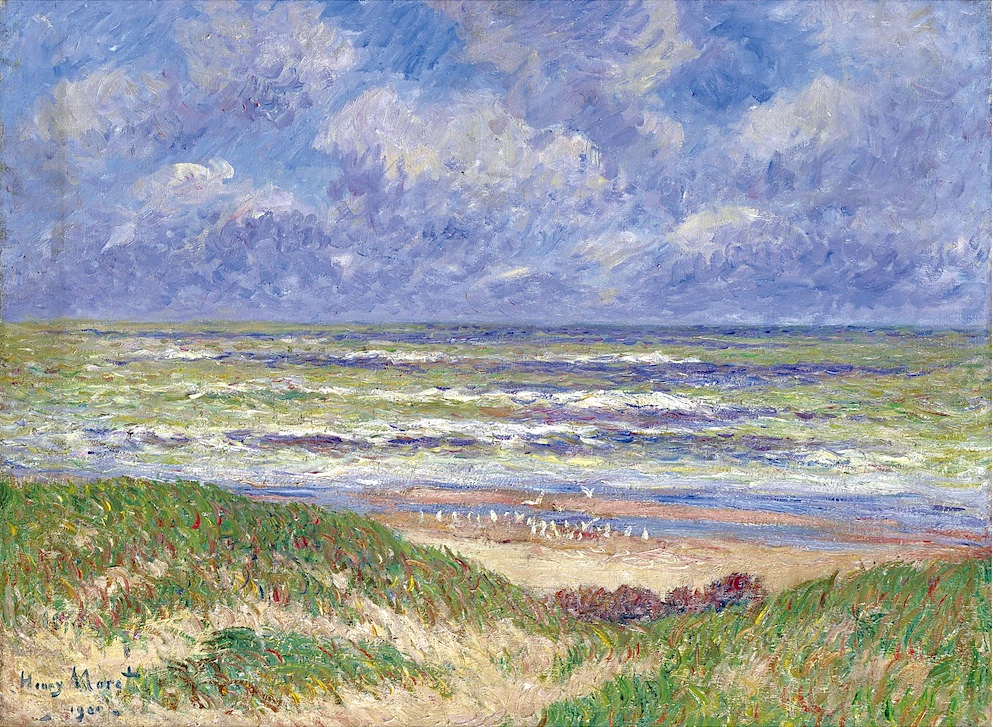
De Noordzee
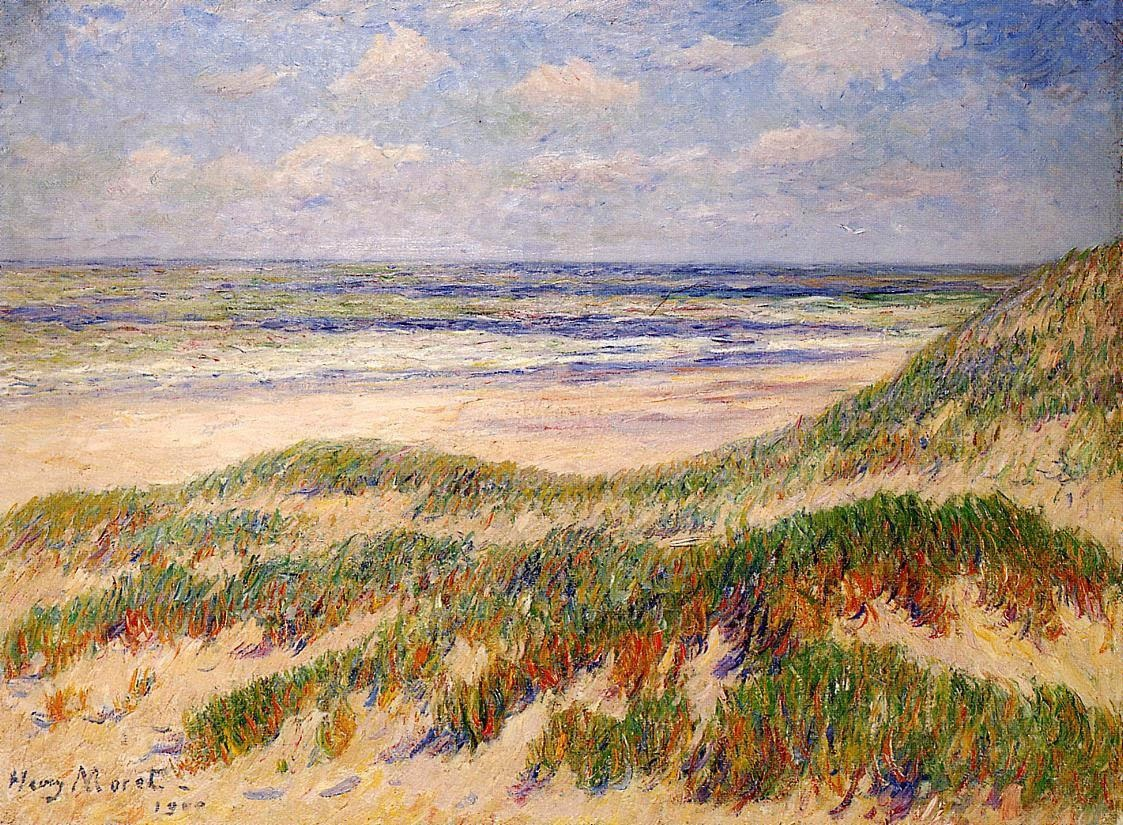
De duinen van Egmond
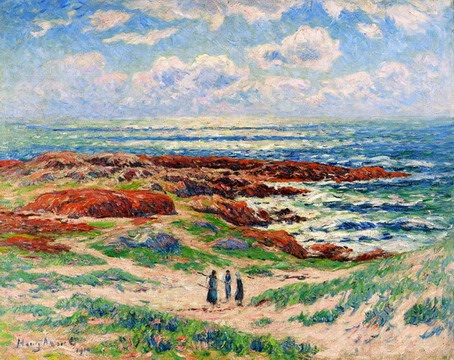
De duinen te Egmond

## Galerij

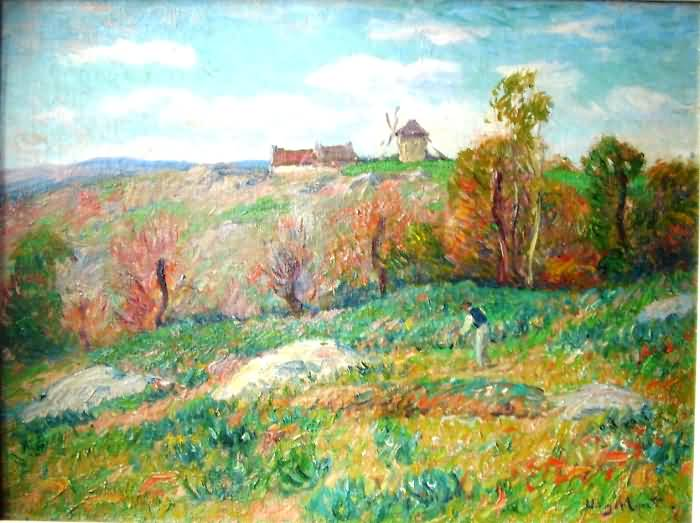
Landschap met man
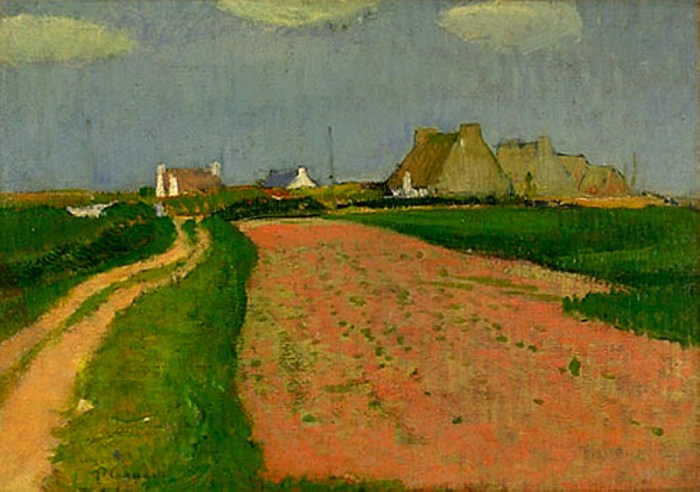
Landschap in Bretagne
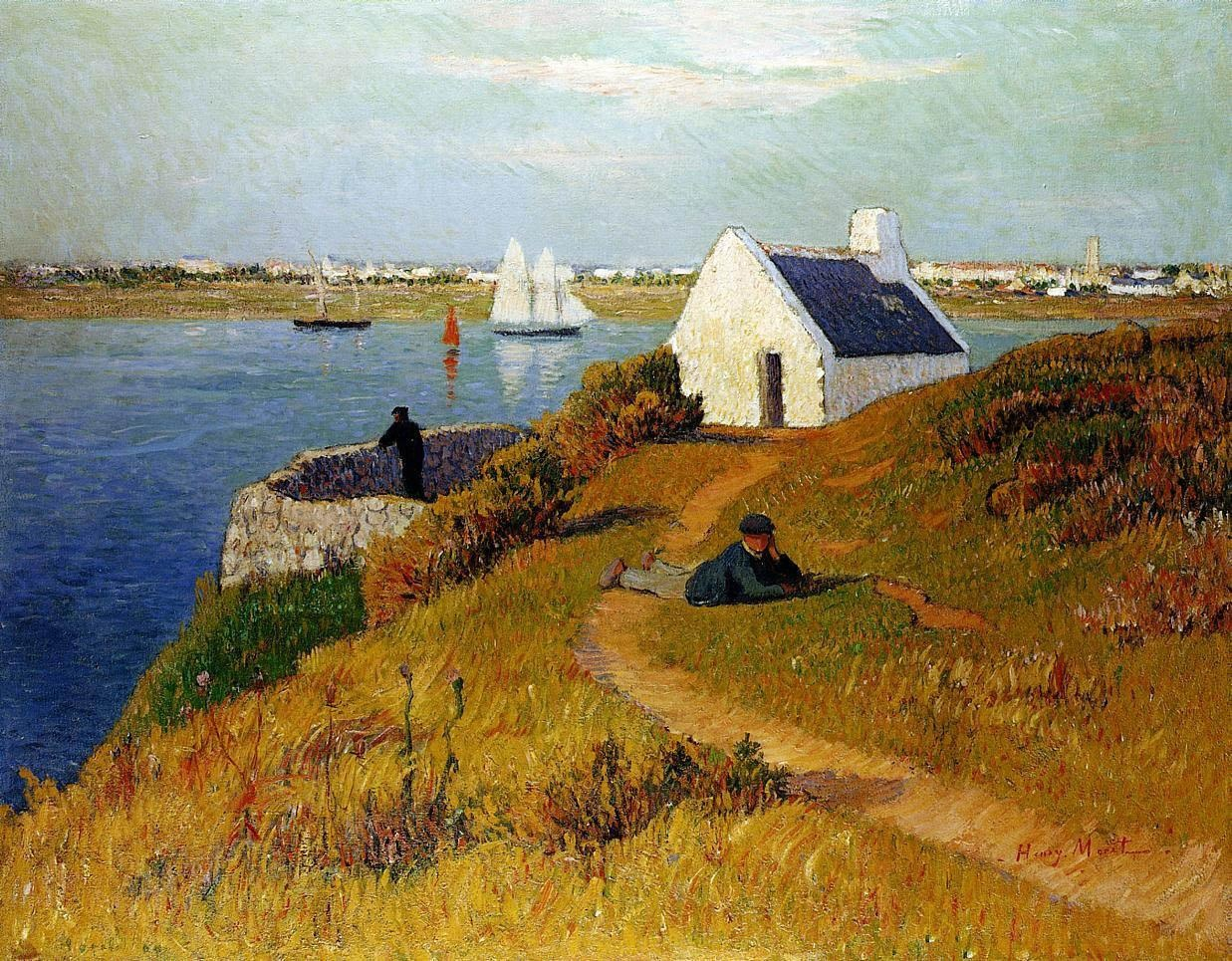
Haven van Lorient
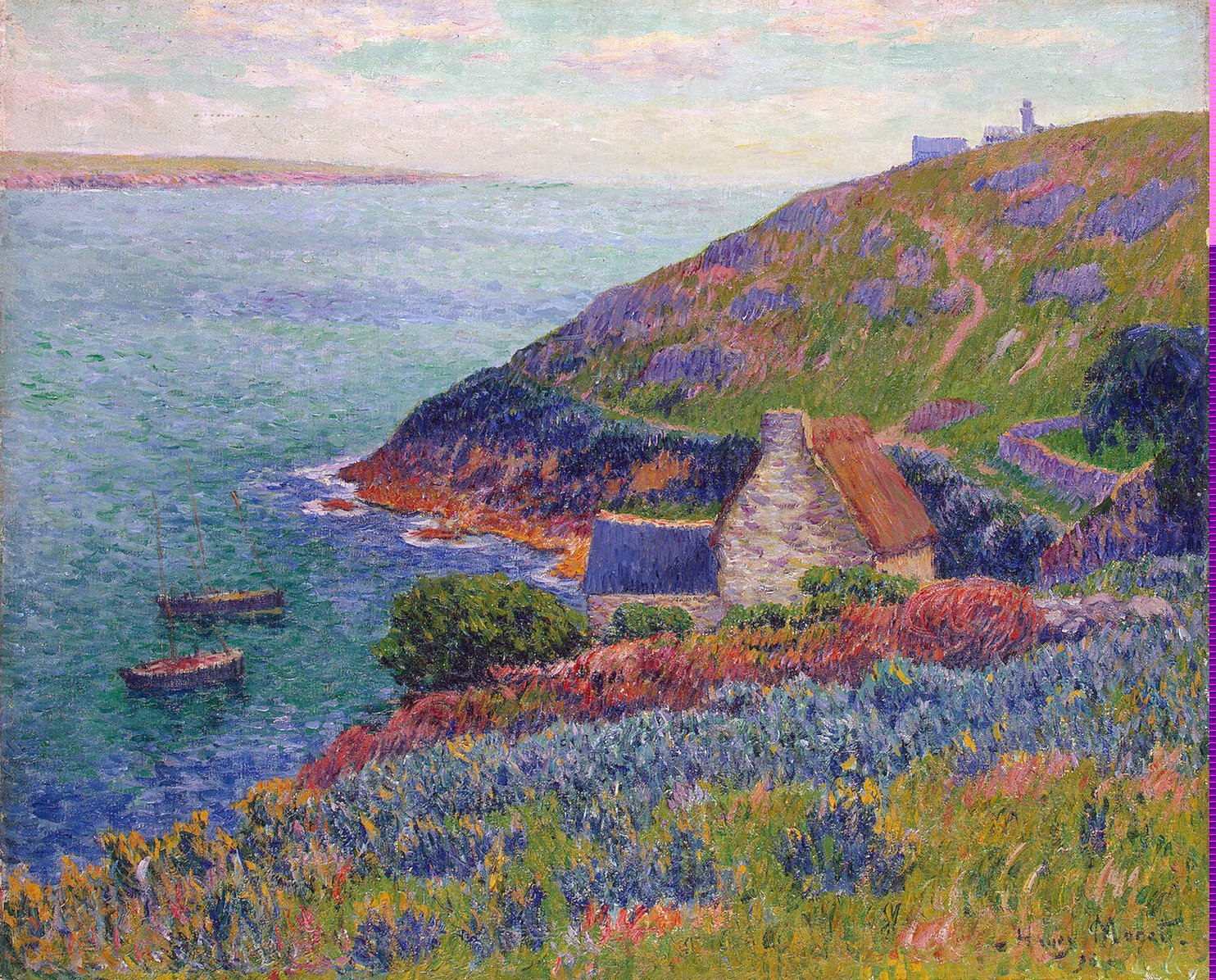
Port-Manech
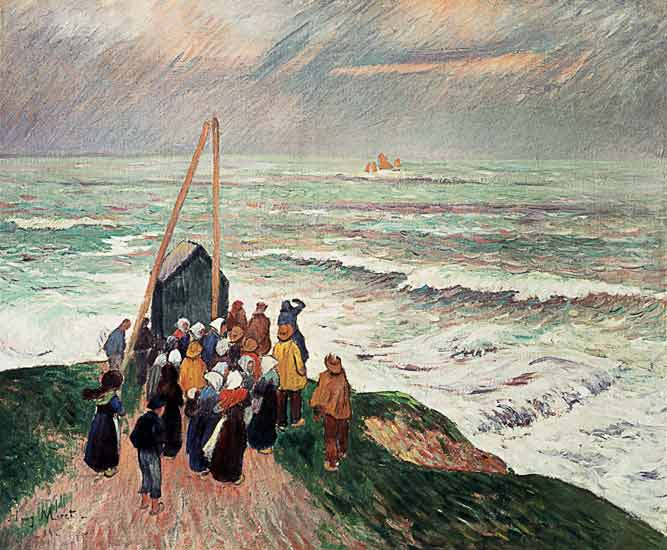
In afwachting van de vissers

## Noot
1. ↑  Cf. hans Kraan, Dromen van Holland, blz. 211-212.

- Bibliothèque nationale de France: cb121219253 (data)
- Gemeinsame Normdatei: 118904485
- International Standard Name Identifier: 0000 0000 6679 0915
- Library of Congress Control Number: nr89008335
- Nationale Bibliotheek van Israël: 987007422565505171
- RKD-Nederlands Instituut voor Kunstgeschiedenis: 57691
- SNAC: w6ns87jr
- Système universitaire de documentation: 029635519
- Union List of Artist Names: 500012548
- Virtual International Authority File: 79124653
- WorldCat: E39PBJhCHdF3Cyg8kkqdK64Dv3